# 타스마니오사우루스

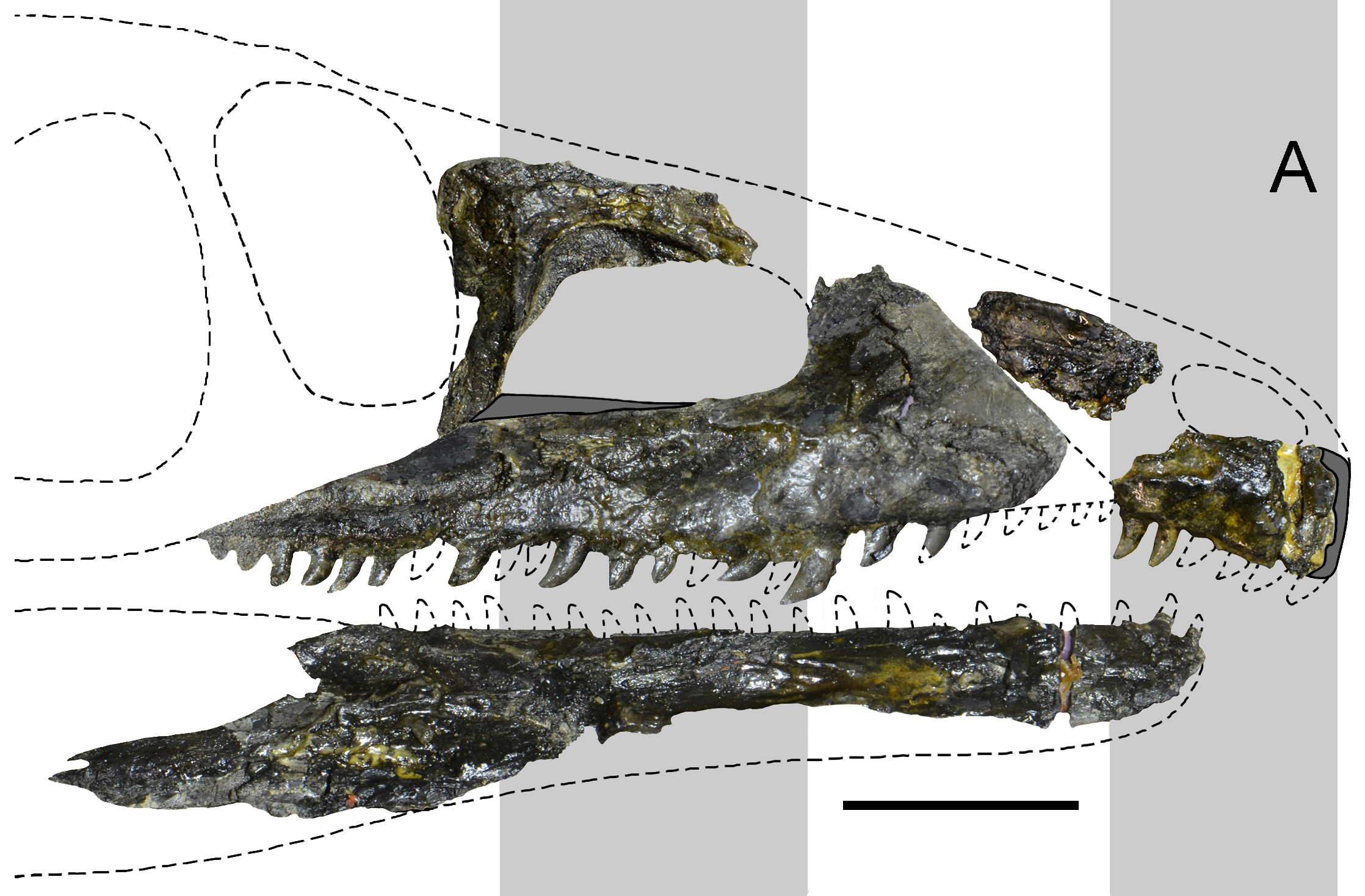

타스마니오사우루스(학명:Tasmaniosaurus triassicus)는 도마뱀목 에레사우루스과에 속하는 도마뱀이다. 지금은 멸종한 종으로서 전체적인 몸길이가 2~4m인 중대형 도마뱀에 속한다.

## 특징
타스마니오사우루스는 단일 부분 골격인 UTGD(University of Tasmania School of Earth Science) 54655에서 알려져 있다. 이러한 홀타입 표본은 다양한 두개골 파편, 척추, 갈비뼈, 쇄골간, 뒷다리의 뼈 등으로 구성되어 있다. 비록 표본 전체가 뒤엉켜 많은 원소가 빠져 있고 그 안에 보존된 뼈의 일부는 절대적인 확실성을 확인하지 못하고 있다. 그렇다 하더라도 그것은 호주에서 발견된 트라이아스기 파충류 중 가장 완전한 해골 중 하나로 여겨진다. 태즈메이니아 주변에서 채집된 몇 개의 다른 뼛조각들은 때때로 이 속에 언급되어 왔지만 현재는 미확정 상태로 여겨져 유실되고 있다. 프리맥실라(코끝을 형성하는 이빨뼈)는 처음에는 압착으로 인해 매우 짧은 것으로 오인되었다. 그러나 나중에 그것은 대부분의 대공룡과 비례하여 유사한 것으로 밝혀졌다. 전면에서 둥글게 되어 길고 긴 '최대 공정'(후면 확장)을 가지고 있다.이 과정의 방향을 치아 행과 비교함으로써 주둥이의 끝부분은 넓은 정사격형의 과감하게 갈고리 모양의 주둥이와 대조적으로 약간 아래쪽으로만 투영되도록 결정되었다. 오른쪽 프리맥실라에는 몇 개의 치아만이 보존되어 있지만 치아 소켓의 수는 일생 동안 각 프리맥실라에는 6개 또는 7개의 치아가 존재했다고 추정하는 데 도움이 된다. 맥실라(주둥이의 옆쪽에 있는 이빨을 가진 뼈)는 긴 이빨 줄과 테이퍼링 뒷끝을 가지고 있다.전면 팁은 또한 테이퍼링 '전면 프로세스'를 형성하여 삼각형 및 상향 투영 '어스케딩 프로세스'로 부드럽게 전환된다. 이는 앞쪽 공정이 덜 갑작스레 테이퍼링되는 프로테로수치드와 기둥 같은 상승 공정이 있는 홍반과 대비된다. 맥실라의 위쪽 가장자리 모양은 타스마니오사우루스가 대왕사우르스균의 특징으로 보이는 코의 측면에 있는 구멍인 항고르비탈 페네스트라를 가지고 있었음을 나타낸다. 항노르비탈 페네스트라의 존재는 타즈마니오사우루스와 대공룡류 사이의 매우 밀접한 관계를 뒷받침한다. 두개골은 모두 엎드린 상태로 보존돼 있어 항우울증(항우울증)이 존재했는지도 가늠하기 어렵다. 왼쪽 맥실라는 14개의 치아를 보존하고 오른쪽은 9개의 치아를 보존한다. 일생 동안 각 맥실라에는 약 21개의 치아가 존재했다.(궤도 앞이나 눈구멍에 있는 곳이다.) 열상골은 L자형으로 특히 프로테로수쿠스와 비슷하다.내측(내측)면에는 앞쪽과 아래쪽의 확장이 만나는 곳에 큰 결핵성(뼈 혹)이 있다.부분적인 프테리고이드 뼈(입 지붕의 이빨이 있는 부분이다.)가 시료에 보존되어 있으며 프로테로수쿠스, 프로라세르타와 거의 동일하다.그것은 6개 또는 7개의 치아를 보존하고 있으며 아마도 프테리고이드의 앞부분을 대표할 것이다. 두개골 지붕의 몇 개의 뼈도 홀타입으로 서로 연결되어 보존되었다.캠프 앤 뱅크스는 이것들을 두개골 후면의 모든 뼈인 앞쪽, 두정엽, 두정엽, 그리고 뒤쪽의 뼈로 여겼다. 툴본은 대신 그들을 코의 윗부분에 있는 앞쪽, 나발, 후두근으로 해석했다.가장 최근 에즈쿠라는 이 두 가지 해석에 대해 논의했고, 캠프 앤 뱅크스가 뼈의 식별에 있어서 옳다고 결론지었다. 앞부분은 길고 사용되지 않으며 나발과 연결되었을 수 있는 얇은 "손가락 같은" 확장을 가지고 있다. 궤도의 위쪽 후방 가장자리를 형성한 각각의 후전선은 아코사우루스와 유사하지만 다른 뼈와 접촉하는 정도는 불분명하다. 두정맥은 용해되지 않고 외측 가장자리가 넓고 오목하며 상측두정골(머리의 뒷면 양쪽에 큰 구멍 한 쌍)의 내측 가장자리를 형성한다. 각 두정골의 뒷면에는 뒤쪽으로 뻗어 바깥쪽으로 휘어지는 긴 뼈 막대기(포스터볼론적 과정)가 있어 두개골의 중간선과 20도 정도의 각도를 이루고 있다. 두개골 지붕의 뒤쪽에 프로테로수치드와 비슷한 두정맥의 측면의 공법 사이에 커다란 초승달 모양의 초승달이 놓여 있다. 두개골 지붕 근처에서 더 작은 뼛조각 2점도 발견되었으며 그러한 임무는 확실하지 않지만 초두엽과 후두엽(두 뇌경뼈 모두)이었을 수 있다. 틀니(아래턱의 주요 이빨을 가진 뼈)는 길고 가늘며 곧은 것으로 프롤라세르타와 프로토로사우루스의 뼈와 비슷하지만 대부분의 근위대공룡류의 튼튼하고 위쪽으로 굽어 있는 턱과 대비된다. 실제로 턱끝의 치아가 아래쪽으로 약간 구부러지면서 처음 몇 개의 치아가 위로뿐만 아니라 약간 앞으로 돌출될 수밖에 없다. 각 의치의 후면 가장자리에는 두 개의 테이퍼링 뼈의 연장선이 있으며 상단은 짧지만 부분적으로 깨진 '후상 과정'과 하단은 훨씬 두드러진 '후상 과정'이 있다. 틀니는 앞 끝이 주둥이의 끝부분까지 거의 앞으로 뻗어나갈 정도로 충분히 길며 치아 행은 프롤라세르타와 프로테로수쿠스와는 달리 거의 뒤로 뻗어나갈 것이다. 왼쪽 의치에는 5개의 치아만이 보존되어 있지만 22개 이상의 치아가 현존했을 가능성이 있다. 프로테로수쿠스와 비슷한 굵은 왼쪽 비골태즈매니오사우루스 홀로타입은 목과 등 사이의 전이(선입) 척추뼈 2개를 보존하고 있으며 하나는 아마도 목과 등 사이의 전이(후퇴)에서 나온 것일 것이고 다른 하나는 등 아래쪽 중간에서 나온 것일 것이다. 자궁경부-등골(목 등) 척추뼈는 양쪽으로 얕은 우울증으로 약간 압축되어 있으며, 척수를 위한 개구부가 없다. 신경아치(대개 척수 위쪽의 척추 부분)와 신경 척추(척추 위쪽의 판처럼 생긴 연장)는 모두 키가 크다. 등뼈인 두 번째 보존된 척추뼈는 불완전하지만 자궁경부와 비슷하다. 척추의 측면에 있는 구부러진 테이블 같은 능선(라미나)은 앞으로 뻗은 다음('선지고다이아피오그 밖의 여러 대각류에도 프리지고다이아피오피조류 라미나미가 있으나 프로테로수쿠스에는 특히 부족한 점이 많다. 반면에 신경 척추의 끝은 프로테로수쿠스의 상태와 유사하게 이 척추에서 바깥으로 확장되지 않는다. 타스마니오사우루스에도 몇 개의 주상간(추골 아랫부분 사이에 끼워진 작은 뼈)이 보고되었다. 꼬리의 다른 부분에서 나온 여러 가지 꼬추(꼬리)가 보존되어 있으며 일부는 서로 관절이 뚜렷하다. 꼬리 앞쪽에 있었던 것으로 추정되는 척추뼈는 등뼈보다 단순하지만 신경 가시가 남아 있는 것 같다. 반면 꼬리 뒤쪽으로 향하는 척추뼈는 매우 단순해 구별할 수 있는 신경 가시, 관절판, 층류 등이 전혀 없다. 또한 프로테로수쿠스의 것과 비슷한 판형 구조로 확장되는 해혈 아치(꼬리 척추뼈 밑에서 나온 아치형 돌출부)도 여러 개 있다. (아래턱 안쪽과 아래쪽 가장자리의 뼈)도 보존되어 있다. 타스마니오사우루스의 치아는 앙키로테코돈트인데 이는 두개골과 턱뼈가 모두 얇은 능선(안키로돈트)에 의해 융합되고 깊은 소켓(테코돈트)에 놓이게 된다는 것을 의미한다. 그것들은 또한 톱니 모양의 것으로 대공룡과 비슷하지만 사실상 다른 모든 대공룡과는 다르다. 모든 치아가 양호한 상태로 보존되는 것은 아니지만 치아는 곡선 형태를 가지고 있고 측면으로부터 압축되어 있어 대부분의 육식성 아크로모형과 비슷한 칼과 같은 형태를 띤다. 다양한 갈비뼈가 표본에 보존되어 있으며 일부는 다른 뼈로 잘못 해석되었다. 가장 완전한 늑골은 점차 안쪽으로 휘어지지만 늑골 중 어느 한쪽이 홀로체(하나의 관절로 척추에 연결)인지 이분체질(두 개의 관절로 연결)인지는 알 수 없다. 가스트랄리아(배꼽)가 존재하며, 프로테로수쿠스의 것과 비슷하게 몸의 뒤쪽으로 넓어지는 세 가지 다른 형태에 해당한다. 타스마니오사우루스 홀로타입에 있는 전면 부속물의 유일하게 보존된 부분은 어깨 거들 가운데를 따라 내려오는 크고 얇은 뼈인 쇄골이다. 이 뼈는 앞부분이 넓고 다이아몬드 모양의 구조로 끝나 뼈의 주축으로 부드럽게 전이되는 특징이 있다. 이는 일부 아크로모프(프로롤라세르타와 같은)의 상태와 비슷하지만 대부분의 다른 아크로모프(프로테로수쿠스 포함)와 대비되는데 이 아크로모프(프로테로수쿠스 포함)는 갑자기 메인 샤프트로 전환되는 박스형 앞끝과 함께 'T자형'의 중간 쇄골을 가지고 있다.그럼에도 불구하고 이 구조물의 앞쪽 끝부분은 프로테로수쿠스와 비슷한 프롤라세르타보다 얕은 높이를 가지고 있다. 메인 샤프트는 매우 길고 얇으며 정면 구조물 바로 뒤에 가장 얇은 구간이 있다. 표본은 뒷다리의 뼈 몇 개를 보존하는데 그 뼈는 때때로 섬유나 대퇴골로 확인되기도 했다. 한편 보존된 경골보다 얇아 보이는 것으로 보아 섬유로 식별하는 것을 뒷받침하고 있다. 한편 이러한 품질은 압착에 기인할 수 있으며 경골보다 길이가 길다는 사실은 대퇴골이라는 식별을 뒷받침한다. 나머지 두 개의 다리뼈는 양쪽 경골로서 더 쉽게 식별할 수 있다. 프로테로수쿠스보다 튼튼하고 근위부(근위부)가 넓다. 각 경골의 근위부 끝 중간에는 우울증이 있으며 그 끝을 두 개의 낮은 능선 즉 신관마루와 복측 콘딜로 나뉜다.이것은 프롤라세르타의 경골 상태와 비슷하다. 두 뒷발은 비록 뒤죽박죽이 되어 일부 뼈가 빠지기는 했지만 표본에 보존되어 있다. 각 메타타르살 V(가장 바깥쪽 주발뼈)는 갈고리 모양의 근위부를 가지고 있다. 그러나 발의 다른 뼈들은 대부분 평가하기 어렵다.일부 견갑골(토우뼈)은 물론 둔하고 약간 구부러졌을 뿐인 비수골(발톱뼈)도 확인할 수 있다. 잘 보존된 타스마니오사우르스의 두개골 지붕은 에스쿠라가 라텍스 내장을 이용하여 이 생물의 뇌의 일부를 재구성할 수 있도록 했다. 이 내시경검사는 시료의 뇌에 앞쪽에 큰 후각 전구가 있고 그 후각은 가운데에 얇은 후각으로, 뒤쪽에 다소 넓은 소뇌로 이어진다는 것을 보여주었다.또한 뇌의 전면에는 넓고 평평한 확장이 있으며 후각 전구와 작은 홈에 의해 분리된다.이러한 확장은 추가적인 비뇌기관(Jacobson의 기관과 같은)의 가장자리였을 수도 있고 또는 후각 전구의 다른 구성 요소였을 수도 있는데, 이것은 뇌의 그러한 부분들이 비정상적으로 크다는 것을 나타낼 것이다. 이 두 해석 모두 이 동물의 생물학에 중대한 영향을 미친다. 만약 그것들이 제이콥슨의 장기라면 그러한 장기가 대퇴골에 존재하지 않았다는 개념은 거짓으로 증명될 수 있다. 이 개념은 원래 악어도 새도 (두 개의 현존하는 아크로모프 집단은) 그런 장기를 가지고 있지 않기 때문에 형성되었다. 그러나 에즈쿠라는 이 두 집단 모두 특수화된 삶의 방식을 가지고 있어 장기를 잃어버렸을 수도 있다고 지적한다. 만약 그것들이 후각 전구의 일부였다면 타스마니오사우르스는 뛰어난 후각을 가지고 있었을 것이다. 수생동물은 일반적으로 육상동물에 비해 후각 능력이 떨어진다는 점에 주목했다.따라서 이러한 해석은 타스마니오사우루스나 그 친척(프로테로수치드 등)이 주로 수생이었을 가능성을 현저히 낮춘다. 다른 소식통들도 프로테로수치드가 수생이나 반수생물이 아닌 육지라는 생각을 지지해 왔다. 타스마니오사우루스의 표본도 다른 동물의 뼈를 보존했다. 이빨로 완성된 맥실라로서 이러한 맥시야는 원래 템노스폰딜 양서류에 속하는 것으로 해석되었다. 그것은 '프로테로수치드'에 보존된 유일한 예인, 내장의 한 조각으로 여겨졌다. 그러나 에즈쿠라는 시료의 보존의 몇 가지 측면이 기껏해야 이 과제를 불확실하게 만든다는 점에 주목했다. 그는 또 맥실라에는 템노스폰다일에 비해 치아가 상대적으로 적었고 항우울제의 앞쪽 가장자리였을 수도 있는 상승 과정도 있었다고 지적했다. 이러한 요인들로 인해 맥시야가 작은 대공룡에 속하거나 잠재적으로 태즈매니오사우루스 자체의 청소년 표본에 속했을 가능성이 훨씬 더 높아졌다. 어떤 특정 집단에 대한 신원 확인은 불확실하지만 에즈쿠라에 따르면 그 뼈가 속해 있던 생물이 타즈마니오사우루스의 식사였을 가능성은 낮다고 한다. 그럼에도 불구하고 타스마니오사우르스의 굽은 이빨과 톱니 모양의 이빨은 그것이 어떤 종류의 육식동물이었음이 실질적으로 확실하다는 것을 의미한다. 분류학적으로 본다면 타스마니오사우루스('Tasmaniosaurus, 비록 이 속은 진짜 도마뱀은 아니지만 말이다.')는 호주의 태즈매니아 주 웨스트 호바트의 노클로프티 형성(Early Triaghi)에서 알려진 대퇴종 파충류 종이다. 종류는 T. 트라이아스기우스다. 이 속은 알려진 가장 완전한 오스트레일리아 트라이아스기 파충류들 중 하나일 뿐만 아니라 아쿠아룡목과 매우 가까운 친척이기 때문에 주목할 만하다. 한때 프로테로수치드라고 믿었던 이러한 세존은 현재 프로라세르타와 같은 비공룡형 대왕관과 프로테로수쿠스 같은 기저공룡형 사이에 중간이었던 것으로 현재는 여겨진다. 전통적으로 아코사우루스(Archosauria)와 후기 아코사우루스(Actorbital Fenestra)의 존재로서 톱니 모양의 존재와 같이 아코사우루스(Tasmaniosaurus)와 후기 아코사우루스(Archosaurus)를 정의하기 위해 사용된 특징들은 현재 타즈마니오사우루스(Tas)에 존재하기 때문에 이들 집단보다 먼저 진화한 것으로 알려져 있다. 1974년에 노멘 누덤으로 처음 명명된 이 속은 1978년에 고생물학자 찰스 루이스 캠프와 맥스웰 뱅크스에 의해 공식적인 설명을 받았다. 이러한 묘사들은 그것을 프로테로수키드 대공룡으로 여겼다. 1986년에 영국의 고생물학자 토니 툴본의 재구독은 이 해석에 동의했다. 이후 클래디스트 작품에서는 아케메타타르살리아(현대 조류 등 익룡과 공룡을 포함한 혈통)와 필로수치아(현대 크로코다일리아와 아에토룡, 건포도 등 멸종된 친족 등 혈통)만 포함하도록 '아쿠사우루스'라는 용어를 재정립했다. 프로테로수키드는 이 두 집단 사이의 분열 이전에 진화했기 때문에 이 정의를 사용하는 대룡으로 간주되지 않는다. 이 계시를 대신하여 쇄도 아공룡목들은 현재 한 집단 아래 프로테로수키드와 아공룡(다른 여러 가족들뿐만 아니라 여러 가족들도 포함)을 아우르는 데 사용되고 있다. 아르코사우루스균은 그 자체로 아르코사우로모르파(Archosauromorpha)의 성분으로 도마뱀, 뱀, 투아타라를 포함한 파충류들의 다른 주요 집단인 레피도룡보다 공룡과 더 밀접하게 관련된 모든 동물을 일컫는다. 이 과도기 동안 타즈마니오사우루스는 고생물학자들로부터 무시되었다. 이는 2014년에 마틴 에즈쿠라(Martin Ezcurra)에 의해 속(種)이 철저한 재방사를 받았을 때 바로잡혔다. 2016년 에즈쿠라는 아크로모프(Archosauromorpes)를 종합적으로 분석한 결과 프로테로수치대(일반적으로 정의된 대로)가 유효하지 않은 다혈성 집단임을 알 수 있었다. 이 분석은 태즈매니오사우르스를 통합한 계통생성학적 분석을 포함했고 그것이 사실 프로테로수치드가 아니라는 것을 발견했다. 오히려 그것은 아크로사우르스균류의 자매 택손인 것으로 밝혀졌는데 그것은 기술적으로 그 쇄골의 일부가 되지 않고 그 쇄골의 구성원들 중 가장 가까운 친척이라는 것들을 의미한다.(프로테로사우루스균류나 다른 대공룡류에는 더 가깝지 않기 때문이다.) 먹이로는 당대에 서식했었던 물고기, 곤충, 작은 동물, 절지동물, 공룡의 알을 두루 섭이했을 육식성의 포식자로 추정되는 종이다.

## 생존시기와 서식지와 화석의 발견
타스마니오사우루스가 생존했던 시기는 중생대의 트라이아스기 초기로서 지금으로부터 2억 4500만년전~2억 2000만년전에 생존했던 종이다. 생존했던 시기에는 오스트레일리아를 포함한 오세아니아의 초원과 산맥의 밀림 및 열대우림이나 강에서 주로 서식했었던 도마뱀이다. 화석의 발견은 1978년에 오스트레일리아의 트라이아스기에 형성된 지층에서 고생물학자들에 의하여 처음으로 화석이 발견되어 새롭게 명명된 종이다.

## 같이 보기
- 파충류
- 중생대
- 트라이아스기
- 도마뱀
- 화석